# Zobo (blaasinstrument)
Een zobo of songophone is een mirliton en hoort dus bij de membranofonen maar lijkt nog het meest op een trombone. Het instrument heeft echter een membraan en wordt bespeeld als een kazoo.